# Сарья (агрогородок)
Сарья (бел. Са́р’я) — агрогородок (до 2009 — деревня) в Верхнедвинском районе Витебской области Беларуси. Административный центр Сарьянского сельсовета. Расположен за 20 км на север от Верхнедвинска на правом берегу Сарьянки. Через агрогородок проходит автомобильная дорога областного значения Верхнедвинск — Освея.

## Этимология
От названия реки Сарьянки (в прошлом Сарьи), на берегу которой расположен агрогородок.

## История
Первые письменные упоминания Сарьи датируются 1506 годом, когда она принадлежала роду Сапег. В 1753 году поселение приобрёл Николай Лопатинский.
В 1772 году Росица вошла в состав Российской империи, находилась в Дриссенском уезде Витебской губернии. В 1850 году (по другим свидетельствам — в 1852) Игнатий Лопатинский начал строительство в Сарье каменного храма, который, по некоторым сведениям, был освящён в 1857 году.
Во время Великой Отечественной войны в Сарье действовала подпольная антифашистская организация, на базе которой был создан партизанский отряд имени Котовского.
С 2008 года Сарья стала центром одноименного агрогородка.
В 2009 году деревня Сарья преобразована в агрогородок.

## Население
- 1863 год — 379 жителей.
- 2010 год — 514 жителей.
- 2019 год — 480 жителей[1].

## Предприятия и организации
На территории агрогородка расположен КУПСХП «Дриссенский», в котором трудятся 178 человек. Хозяйство специализируется на молочно-растениеводческом направлении. В Сарье находятся Дом культуры, филиал Освейской музыкальной школы, отделение ОАО «АСБ Беларусбанк».
Действует регулярное автобусное сообщение с Верхнедвинском и по местным направлениям.

## Культура
- Дом культуры

## Достопримечательности
- Церковь Успения Пресвятой Девы Марии (середина XIX века)[5][6] —  Историко-культурная ценность Республики Беларусь, шифр 212Г000253.
- Парк при бывшем имении Лопатинских (находится редкая в Беларуси сосна Веймутова) —  Историко-культурная ценность Республики Беларусь, шифр 213Г00052.
- Братская могила советских воинов и партизан (1962).
- В 2 км к югу от агрогородка в 1982 году был насыпан курган с обелиском на нем на месте деревни Абразеева, сожженной вместе с 36 жителями в феврале 1943 года во время карательной операции немецких оккупационных властей «Зимнее волшебство».

### Памятник, скульптура
- Памятник жертвам войны (1974).
- Памятник жертвам фашизма (1974)
- Мемориальная доска в честь подпольщиков
- Мемориальная доска в честь Петра Михайловича Боревича

## Галерея

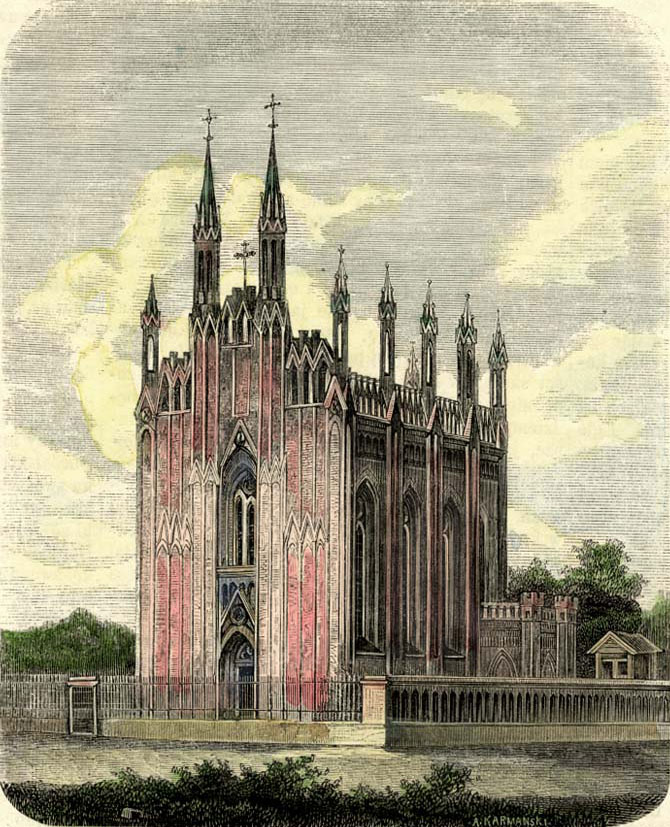
Костёл, А. Карманский, XIX век
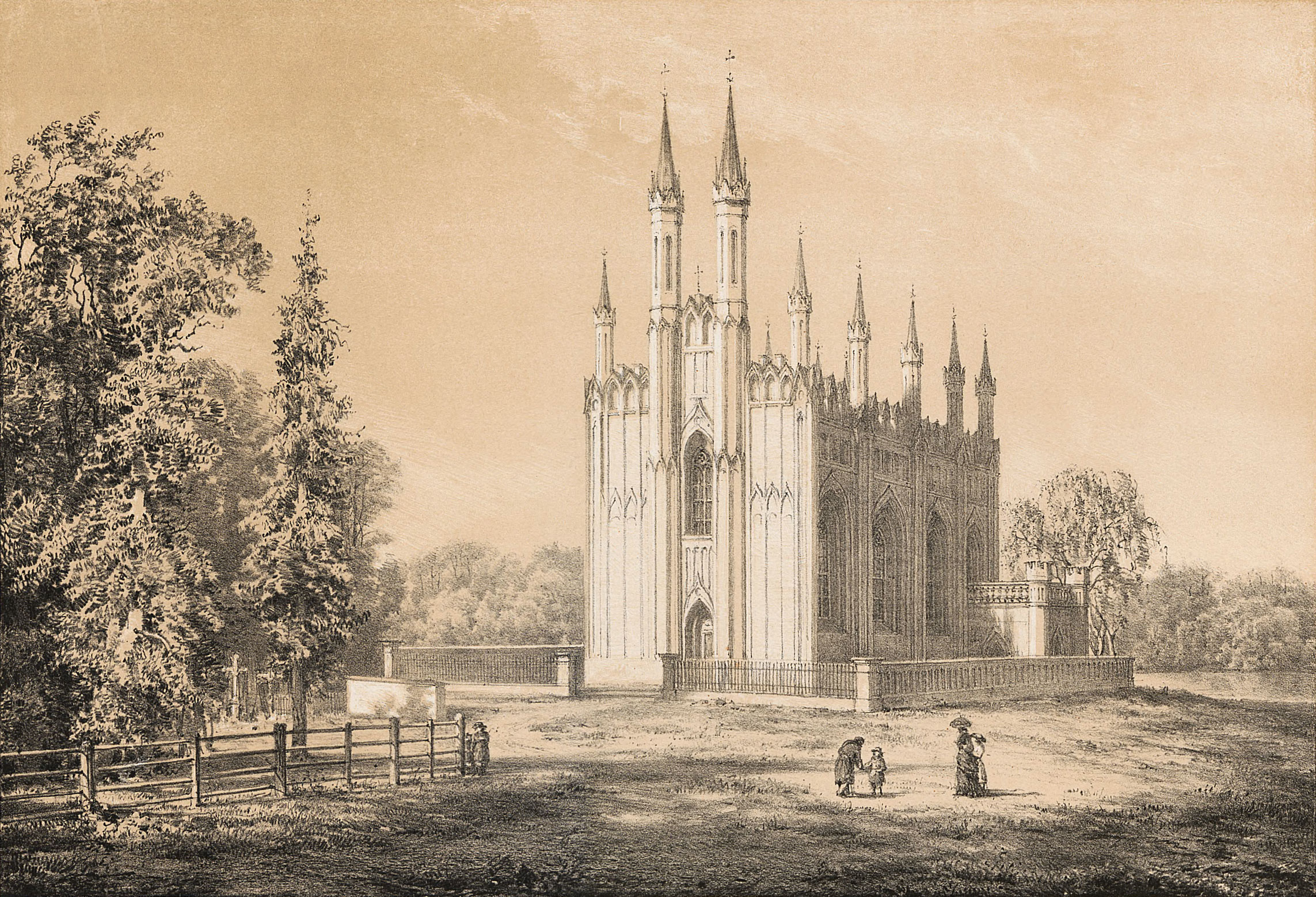
Сарья. Н. Орда, XIX в.
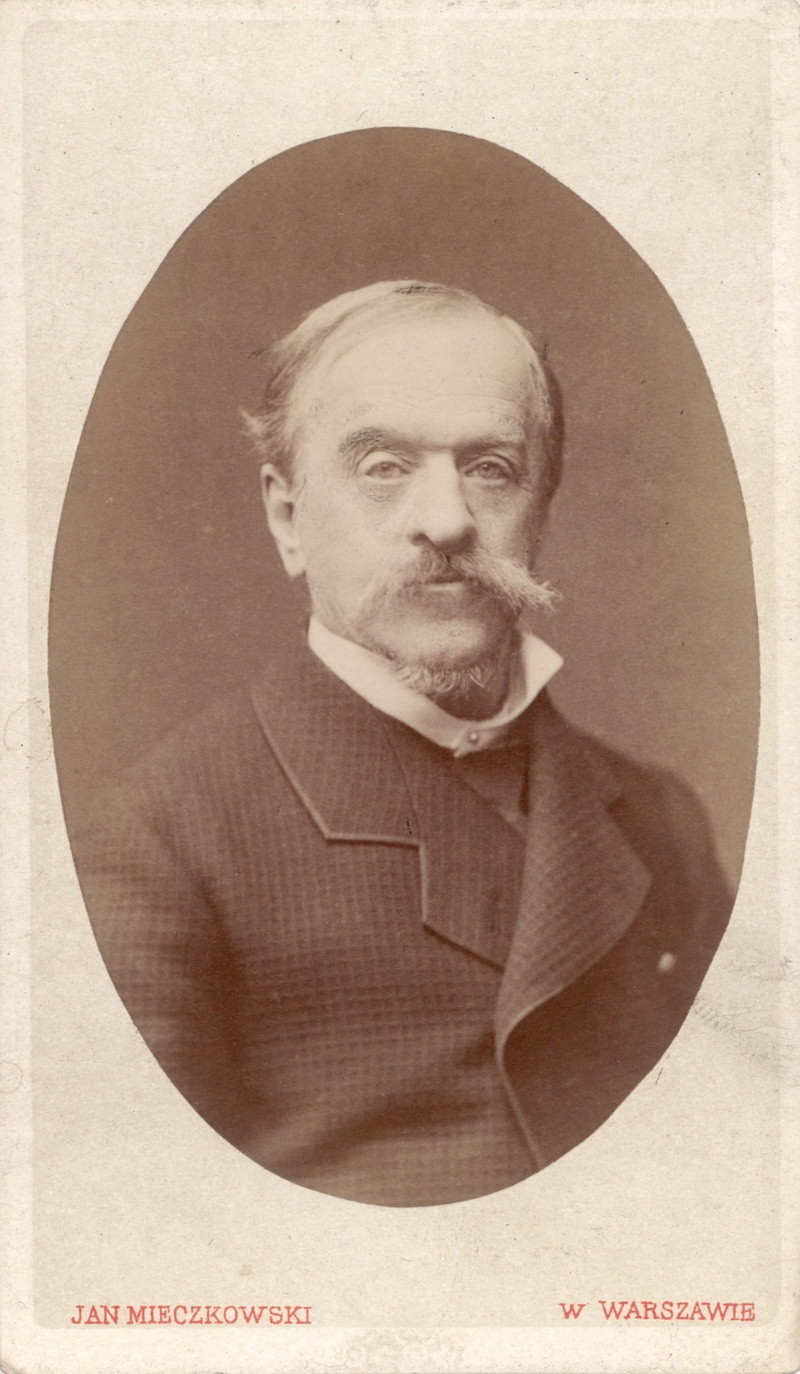
Лопатинский Игнатий Доминик
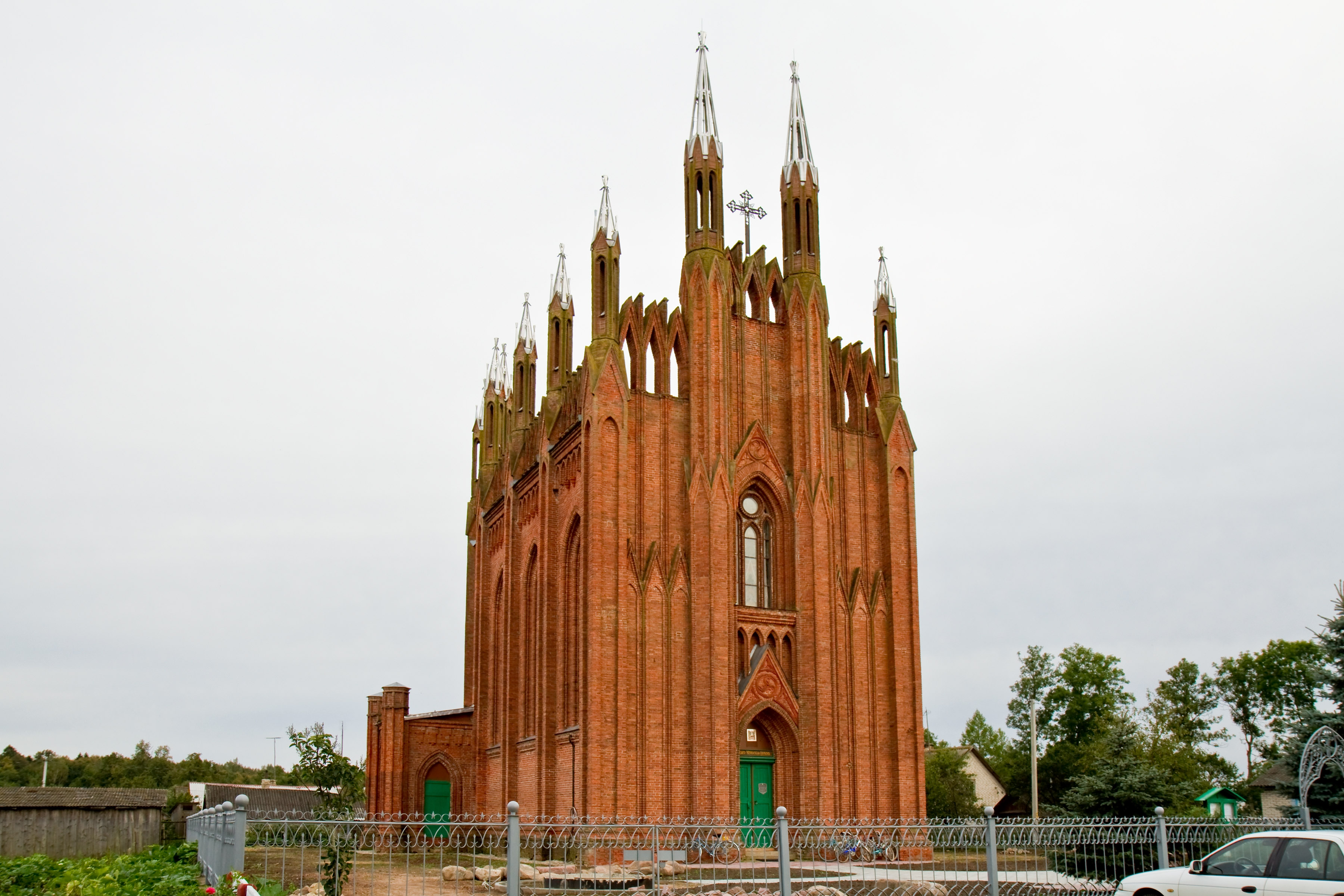
Церковь Успения Пресвятой Девы Марии
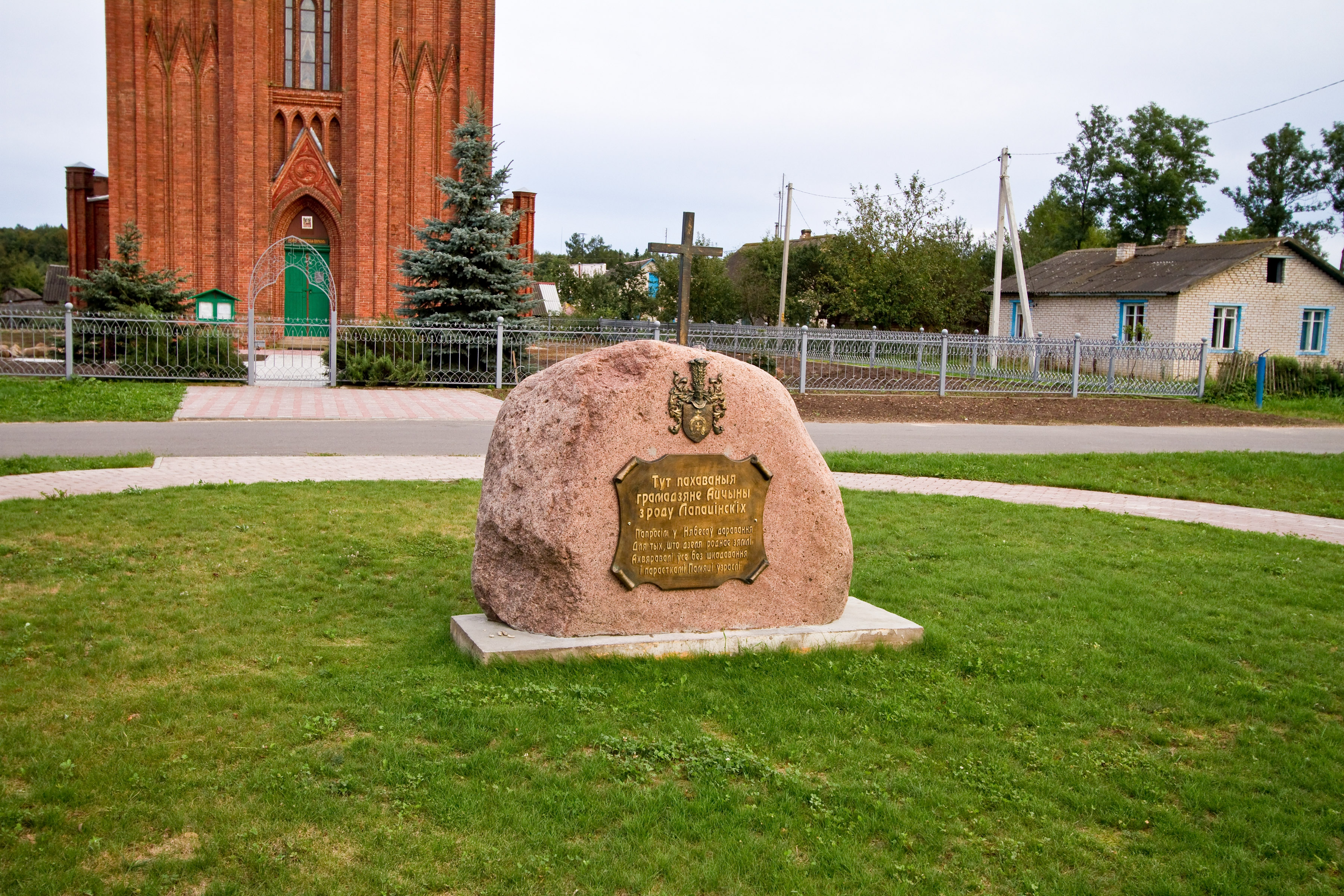
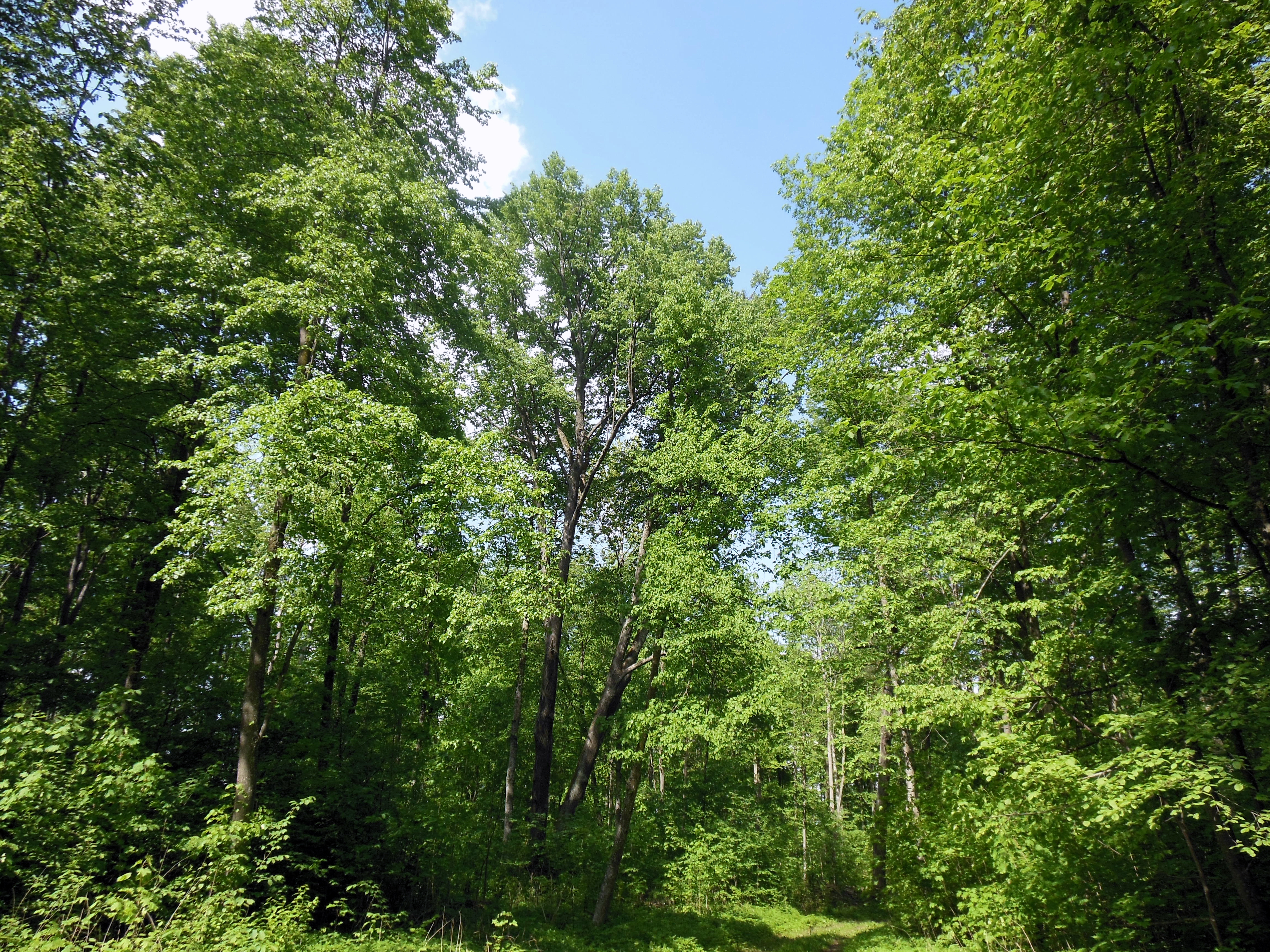
Парк
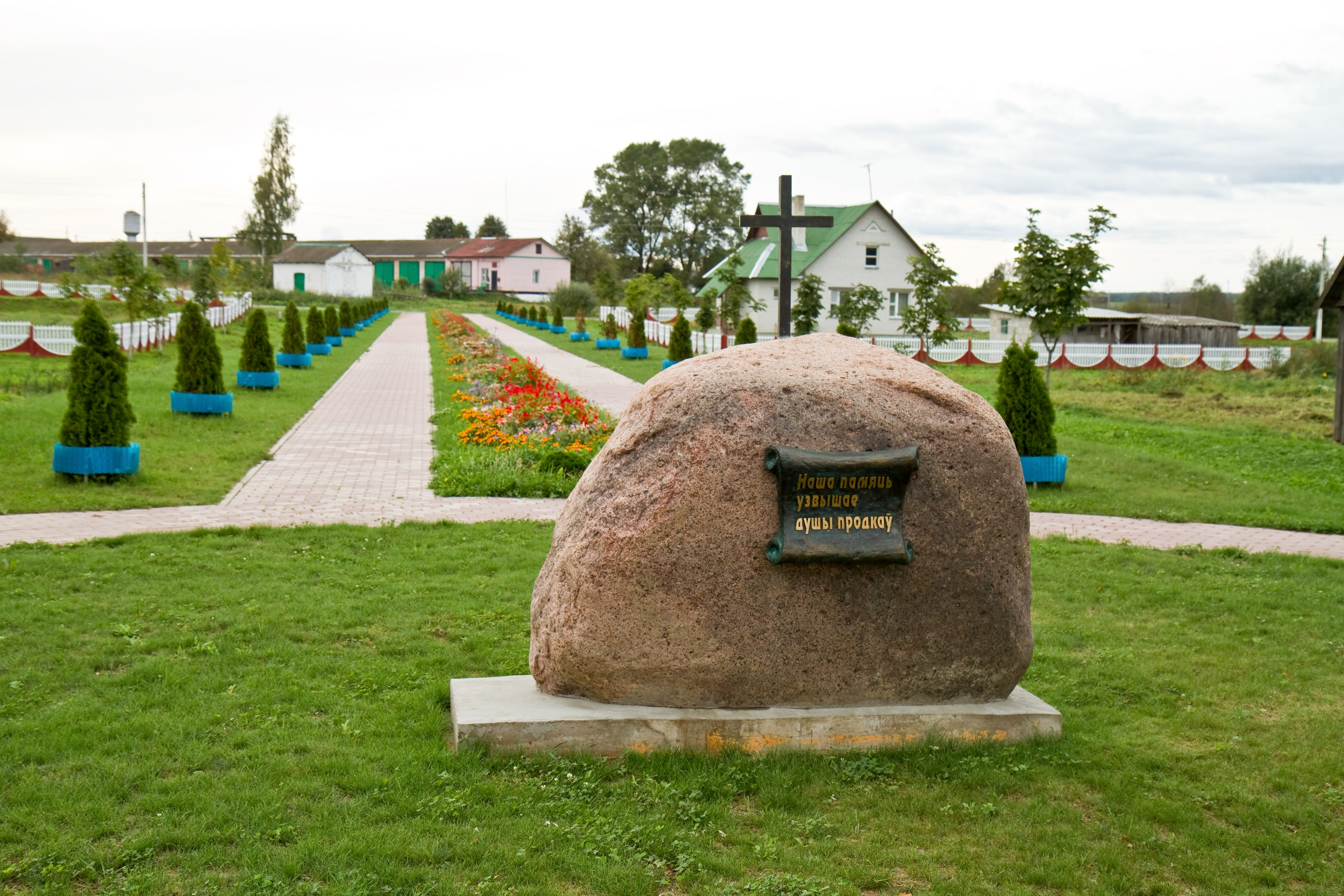

## Известные уроженцы и жители
- Лопатинский, Игнатий Доминик (1822—1882) — владелец села, помещик, построивший церковь.
- Лопатинский, Станислав Игнатьевич (1851—1933) — владелец села, сын предыдущего, помещик, член Государственного совета Российской империи (1906—1910, 1913—1917), юрист.
- Самуйлёнок, Эдуард Людвигович (1907—1939) — белорусский прозаик, драматург.
- Шадурский, Виктор Геннадьевич (1961) — доктор исторических наук, профессор.